# Lisp
Lisp (historicky LISP) je rodina multiparadigmatických programovacích jazyků s dlouhou historií. Jeho název je zkratka pro List processing (zpracování seznamů). Přestože se jedná spíše o akademický jazyk, používá se i na reálných projektech, např. v oboru umělé inteligence. Používá ho také například textový editor Emacs či konstrukční program AutoCAD.
Lisp byl původně specifikován v roce 1958. V současné době se jedná o druhý nejstarší vysokoúrovňový jazyk, který se stále ještě používá v praxi; starší už je pouze Fortran. Lisp byl původně navržen jako programovací jazyk pro matematické výpočty a byl silně ovlivněn syntaxí Lambda kalkulu. Rychle se stal favorizovaným programovacím jazykem ve světě umělé inteligence. Lisp se stal průkopníkem v mnoha programových technikách, například: stromové struktury, automatická správa paměti nebo dynamické typování. Lisp nevnímá rozdíl mezi kódem a daty, díky čemuž má jednoduchou syntaxi. Celý program je tak složen z s-výrazů nebo ozávorkovaných seznamů ve tvaru (f a b c), kde na prvním místě je operátor/funkce a na dalších argumenty funkce. Všechny další funkce jazyka mají identickou syntaxi.
Z Lispu jsou odvozeny i další jazyky – například Tcl, Smalltalk nebo Scheme. Tvůrcem jazyka byl John McCarthy.

## Syntaxe
Základním zápisem v Lispu je seznam. Zapisuje se tímto způsobem:
```
(
1
 
2
 
"ahoj"
 
13.2
)

```

Tento seznam obsahuje čtyři prvky:
- celé číslo 1
- celé číslo 2
- řetězec znaků „ahoj“
- reálné číslo 13,2

Seznam v příkladu reprezentuje uspořádanou čtveřici. Závorky v jazyce Lisp nefungují tak jako v matematice, ale pouze označují začátek a konec seznamu.
Seznamy jsou v Lispu implementovány jako binární strom degenerovaný na jednosměrný spojový seznam.
Co se seznamem Lisp udělá, záleží na okolnostech.

### Příkazy
Příkazy jazyka Lisp se zapisují také jako seznam, jehož první prvek seznamu je název příkazu.
Například sčítání je realizováno příkazem +. Odpovídající konstrukce v jazyce vypadá takto:
```
(
+
 
1
 
2
 
3
)

```

Interpret odpoví 6.

## Ukázka kódu
Program hello world lze zapsat několika způsoby. Nejjednodušší vypadá takto:
```
(
format
 
t
 
"Hello, World!"
)

```

Funkce se v Lispu definují klíčovým slovem defun:
```
(
defun
 
hello
 
()

  
(
format
 
t
 
"~&Hello, World!~%"
))

(
hello
)

```

Na prvních dvou řádcích je definice funkce hello, na třetím řádku je tato funkce svým jménem zavolána.
Funkcím lze předávat i argumenty. V následujícím příkladu je ukázka funkce fact, která vypočítá faktoriál zadaného čísla:
```
(
defun
 
fact
 
(
n
)

  
(
if
 
(
zerop
 
n
)

    
1

    
(
*
 
n
 
(
fact
 
(
-
 
n
 
1
)))))

```

Pro výpočet faktoriálu čísla 6 předáme tuto hodnotu jako argument funkci fact:
```
(
fact
 
6
)

```

Návratovou hodnotou funkce bude hodnota 720.

## Makra
Lisp má jako jeden z mála jazyků propracovaný systém maker, díky kterým lze velmi výrazným způsobem ovlivnit celý jazyk. Makra jsou nejprve načtena v READ části REPLu, následně je provedena makroexpanze (tu provádí preprocesor) a až poté je celý výraz vyhodnocen běžnou EVAL částí. Nemá smysl uvažovat o aplikaci makra, v době vyhodnocení výrazu již žádné makro neexistuje. Makro pouze přepisuje text/kód předtím, než se předhodí k vlastnímu vyhodnocení. Zásadní rozdíl mezi makrem a funkcí pak je, že makro nevyhodnocuje své argumenty při zavolání funkce.

### Quote, Unquote, Quasiquote
Abychom mohli makra vůbec používat, musíme mít nějaké nástroje k transformaci kódu. Běžně se používá speciální operátor quote, který vrátí následný výraz tak jak mu ho předáme — žádnou část nevyhodnotí. Jako syntaktickou zkratku můžeme použít apostrof '.
```
;; Mohlo by se zdát, že quote není potřebný operátor, když máme list,

;; ale jak je vidět, je mezi nimi zásadní rozdíl — funkce list vyhodnocuje

;; všechny své argumenty, quote nevyhodnotí nic.

>
 
(
quote
 
(
1
 
2
 
3
))

(
1
 
2
 
3
)

>
 
(
list
 
1
 
2
 
3
)

(
1
 
2
 
3
)

>
 
(
quote
 
(
1
 
(
+
 
2
 
3
 
4
)
 
5
))

(
1
 
(
+
 
2
 
3
 
4
)
 
5
)

>
 
(
list
 
1
 
(
+
 
2
 
3
 
4
)
 
5
)

(
1
 
9
 
5
)

>
 
(
quote
 
(
a
 
b
 
c
 
d
))

(
A
 
B
 
C
 
D
)

>
 
(
list
 
a
 
b
 
c
 
d
)

Error:
 
The
 
variable
 
A
 
is
 
unbound.

>
 
'
(
1
 
2
 
3
)

(
1
 
2
 
3
)

```

Abychom mohli i kvotované části nechat něco vyhodnotit, musíme mít mechanismus, kterým zrušíme ono kvotování a vrátíme se zpět k vyhodnocování. K tomu slouží speciální operátory unquote a quasiquote. Quasiquote se chová stejně jako quote, pouze s tím rozdílem, že ve svém těle umožňuje použít unquote, který vyhodnotí daný výraz. Syntaktická zkratka pro unquote je čárka , a pro quasiquote zpětný apostrof `.
```
>
 
`
(
1
 
2
 
,
(
+
 
3
 
4
))

(
1
 
2
 
7
)

>
 
`
(
list
 
1
 
2
 
,
(
list
 
3
 
4
))

(
LIST
 
1
 
2
 
(
3
 
4
))

>
 
`
(
'a
 
'b
 
,
(
list
 
(
+
 
1
 
2
)
 
(
+
 
3
 
4
))
 
c
 
d
)

((
QUOTE
 
A
)
 
(
QUOTE
 
B
)
 
(
3
 
7
)
 
C
 
D
)

```

### Základní práce s makry
Makra se vytvářejí pomocí speciálního operátoru defmacro. Nejjednodušší příklad může být definice vlastní podmínky, vlastního ifu. Pomocí makra by to vypadalo následovně:
```
(
defmacro
 
my-if
 
(
cond
 
true
 
false
)

  
`
(
if
 
,
cond

       
,
true

     
,
false
))

```

Makro se chová stejně jako běžný if:
```
>
 
(
my-if
 
1
 
2
 
3
)

2

;; Makro vrátí dvě jedničky, protože jednou se vytiskne

;; a jednou se vrátí jako výsledek funkce print.

>
 
(
my-if
 
1
 
(
print
 
1
)
 
(
print
 
2
))

1

1

>
 
(
my-if
 
nil
 
(
print
 
1
)
 
(
print
 
2
))

2

2

```

Při definici „vlastního“ ifu musíme použít makro, protože nevyhodnocuje své argumenty. Kdybychom nadefinovali if jako funkci, nechovalo by se to stejně, protože argumenty už by se vyhodnotily při volání funkce a tím pádem by se vždy vyhodnotily obě větve podmínky.
```
(
defun
 
my-bad-if
 
(
cond
 
true
 
false
)

  
(
if
 
cond

      
true

    
false
))

;; Příklady volání:

;; Zde proběhne vyhodnocení správně

>
 
(
my-bad-if
 
1
 
2
 
3
)

2

;; Při tomto volání se chybně vytiskne jedna šestka

>
 
(
my-bad-if
 
1
 
(
print
 
5
)
 
(
print
 
6
))

5

6

5

```

### Problémy spojené s makry
Při používání maker si musíme dávat pozor na dva klasické problémy – dvojí vyhodnocení a symbol capture. Představme si if, který v true větvi automaticky vrátí výsledek podmínky a ve false větvi vrátí předaný argument. Ukázka, jak by to mělo fungovat:
```
; 1 je true, tak vrátí 1

>
 
(
if-false
 
1
 
2
)

1

; Výsledný seznam je true, vrátí seznam

>
 
(
if-false
 
(
member
 
2
 
'
(
1
 
2
 
3
 
4
 
5
))
 
'nic
)

(
2
 
3
 
4
 
5
)

; nil je false, vrátí symbol nic

>
 
(
if-false
 
(
member
 
nil
 
'
(
1
 
2
 
3
 
4
 
5
))
 
'nic
)

NIC

```

Naivní implementace by mohla vypadat takto:
```
(
defmacro
 
if-false-1
 
(
cond
 
false
)

  
`
(
if
 
,
cond

       
,
cond

     
,
false
))

```

Toto makro zdánlivě funguje. Ovšem do doby, než na něj pustíme kód s vedlejším efektem:
```
;; Funguje jak má

>
 
(
if-false-1
 
(
member
 
2
 
'
(
1
 
2
 
3
 
4
 
5
))
 
'nic
)

(
2
 
3
 
4
 
5
)

;; Funguje jak má

>
 
(
if-false-1
 
(
member
 
nil
 
'
(
1
 
2
 
3
 
4
 
5
))
 
'nic
)

NIC

;; Makro incf zvyšuje hodnotu symbolu o jedna.

;; Nefunguje jak má — očekáváme, že volání vrátí dvojku.

>
 
(
let
 
((
a
 
1
))

    
(
if-false-1
 
(
incf
 
a
)
 
'nic
))

3

```

Kód (incf a) se v těle makra vyhodnotil dvakrát, proto nám to vrátí trojku. Kód po makroexpanzi vypadá takto:
```
(
LET
 
((
A
 
1
))

  
(
IF
 
(
INCF
 
A
)
 

      
(
INCF
 
A
)
 

    
'NIC
))

```

Řešením je navázat vyhodnocenou podmínku na nějaký symbol:
```
(
defmacro
 
if-false-2
 
(
cond
 
false
)

  
`
(
let
 
((
cond-help
 
,
cond
))

     
(
if
 
cond-help

         
cond-help

       
,
false
)))

```

Teď už se výraz vyhodnotí pouze jednou:
```
>
 
(
let
 
((
a
 
1
))

    
(
if-false-2
 
(
incf
 
a
)
 
'nic
))

2

```